# Friedrich Ratzel
Friedrich Ratzel (30. srpna 1844, Karlsruhe – 9. srpna 1904, Ammerland) byl německý zoolog a geograf. Zakladatel oboru antropogeografie (Anthropogeographie oder Grundzüge der Anwendung der Erdkunde auf die Geschichte, 1882). Svým spisem Politická geografie (Politische Geographie) (1897) patří mezi zakladatele politické geografie jako vědního oboru. Bývá řazen i k zakladatelům geopolitiky, ač sám takový termín nepoužíval. Roku 1901 publikoval článek jménem Lebensraum (česky doslova „Životní prostor“). V roce 1890 v Británii vyšla kniha A. T. Mahana Vliv námořní síly na dějiny 1660–1783. Pod jejím vlivem sepsal Moře jako zdroj velikosti národů (1900). Vyslovil se pro politiku námořního zbrojení Německa. Tím položil základy budoucí německé geopolitiky. Ratzel byl geografický determinista. Zastával geografický darwinismus, podle nějž je stát jako živý organismus (rodí se, vyvíjí se, stárne a umírá) a řídí se zákonem silnějšího. Za určující faktory mezinárodní politiky považoval kromě velikosti států i množství a kvalitu půdy. Výrazně ovlivnil Karla Haushofera a Rudolfa Kjelléna.

## Život
Během svých studií zoologie v roce 1869, publikoval Sein und Werden der organischen Welt založenou na poznatcích Charlese Darwina. K jeho učitelům patřil také Ernes Haeckel, který přivedl na svět pojem ekologie. Dobrovolně nastoupil do války proti Francii (1870).
Z ohledu antropografie zdůrazňuje význam přírodního prostředí (klimatu) pro formování kulturních celků.

## Citáty
- Město je seskupení lidí a jejich bytů na relativně malém prostoru, a to tam, kde se křižují cesty. – Ratzlova definice města